# Phyllanthus guangdongensis
Phyllanthus guangdongensis là một loài thực vật có hoa trong họ Diệp hạ châu. Loài này được P.T.Li miêu tả khoa học đầu tiên năm 1987.